# Río Ozama
Río Ozama är ett vattendrag i Dominikanska republiken. Det ligger i den sydöstra delen av landet, 12 km öster om huvudstaden Santo Domingo.